# Cerreto Sannita
Cerreto Sannita – miejscowość i gmina we Włoszech, w regionie Kampania, w prowincji Benewent.
Według danych na I 2009 gminę zamieszkiwało 4209 osób przy gęstości zaludnienia 126,5 os./1 km².